# پیست دوچرخه‌سواری عشق‌آباد
پیست دوچرخه‌سواری عشق‌آباد (انگلیسی: Ashgabat Velodrome) یک پیست دوچرخه‌سواری در عشق‌آباد، ترکمنستان است.
این پست که در سال ۲۰۱۴ تأسیس شده دارای ۶۰۰۰ نفر ظرفیت می‌باشد.